# Orsha
Orsha (en bielorruso: О́рша/Ворша) es una ciudad subprovincial de Bielorrusia. Pertenece a la provincia de Vítebsk y, dentro de dicha provincia, es la sede administrativa del raión de Orsha sin formar parte del mismo.
Se conoce su existencia desde 1067. En 1320 pasó a pertenecer al Gran Ducado de Lituania, construyéndose su castillo en 1398-1407. En 1514 tuvo lugar aquí la batalla de Orsha durante las Guerras moscovita-lituanas. Recibió el Derecho de Magdeburgo en 1620, pero lo perdió en 1776 tras quedar bajo control ruso en la primera partición de Polonia. Adquirió estatus urbano en la administración bielorrusa el 27 de septiembre de 1938, cuando se definieron por primera vez las ciudades en Bielorrusia.
En 2010 tiene una población de 117 200 habitantes.
Se ubica en la confluencia de los ríos Dniéper y Órshytsa, a medio camino entre Vítebsk y Maguilov por la carretera E95 y a medio camino entre Borísov y Smolensk por la carretera E30.